# ALCO RSD-8
A ALCO RSD-8 é uma locomotiva diesel-elétrica de seis eixos e 1050 hp de potência fabricada pela American Locomotive Company (ALCO). foram compradas pela CPEF e RFFSA em 1958.
As RSD-8 (nº 6002, 6007 e 6019) da CBTU-STU-Maceió encontra-se com pintura especial desde 2008.
As ALCO RSD-8 operadas pela Transnordestina Logística em sua maioria encontram se operacionais, mas as últimas três que estavam baixadas nas oficinas Edgard Werneck, também foram enviadas para a oficina da empresa em Fortaleza e atualmente encontram se operacionais.
Das locomotivas originalmente da CPEF, encontra-se em operação a #3505 ABPF (renumerada como #905) e a #3507 TERMINAL XXXI no Porto de Santos, que foi adquirida em 2017 pela ABPF - Regional Sul de Minas e atualmente encontra-se nas oficinas de Cruzeiro da ABPF aguardando restauração.

## Galeria

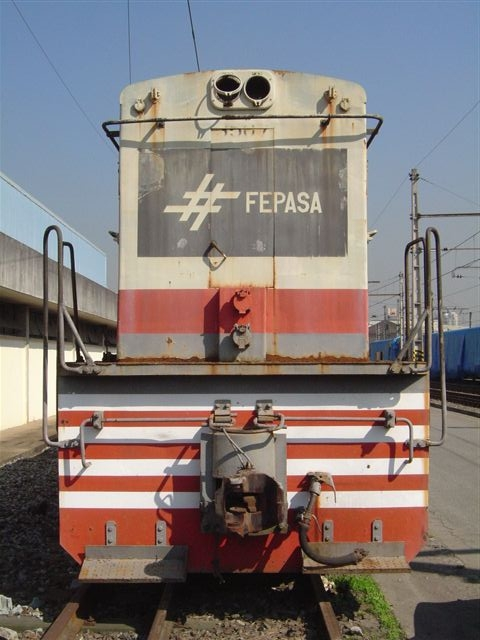
ALCO RSD-8 em Presidente Altino - SP
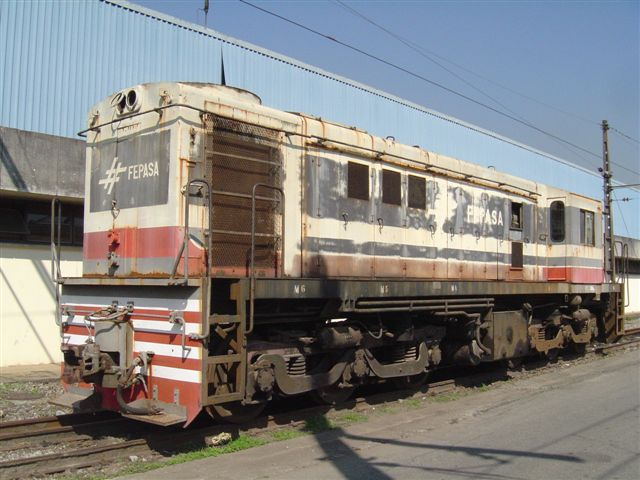
ALCO RSD-8 em Presidente Altino - SP